# Коплус, Владимир Владимирович
Владимир Владимирович Коплус — советский футболист, полузащитник.
Воспитанник московского футбола, был в заявках ФШМ, «Торпедо» и «Локомотива», но дебютировал в большом футболе только в сезоне 1955 года в куйбышевской команде «Крылья Советов», при этом в двух из трёх проведённых матчах клуб пропустил 10 мячей, и Владимир Коплус больше в состав не попадал.
В 1956 году провёл единственный полноценный сезон в львовском ОДО под руководством Василия Турянчика — 23 матча.
Всего в 6 сезонах провёл 45 матчей в первенстве СССР.